# 16-O-Metilcafestol
16-O-Metilcafestol es un diterpeno derivado del cafestol. Al igual que el cafestol y el kahweol, el 16-O-metilcafestol se encuentra presente en la fracción lipídica del frijol, en su mayoría esterificado con los ácidos grasos. Se encuentra como compuesto químico en los granos de café verde de la especie canephora (variedad robusta) y no se encuentra en ninguna de las variedades de la especie arabica. Se han reportado niveles de 16-O-Metilcafestol en los granos de C. stenophylla y C. liberica así como también se ha detectado en las hojas y otras partes de la planta de C. arabica.
No sufre grandes alteraciones durante el tostado ni en la extracción de la bebida del café, por lo que se utiliza para determinar mezclas de café arábica y robusta. 